# Герб лондонського району Бромлі
Герб лондонського району Бромлі — офіційний герб лондонського району Бромлі, наданий 20 квітня 1965 року.
Цей лондонський район був створений шляхом злиття п'яти попередніх організацій: муніципального округу Бекенхем, муніципального району Бромлі, міського округу Орпінгтон, міського округу Пенге та частини міських округів Чізлгерст і Сідкап. Деякі з них мали герб. Замість об'єднання старих гербів у новий, ймовірно, більш складну конструкцію, було вирішено створити для Бромлі новий герб, щоб забезпечити простіший дизайн.
Пронизаний срібний перстач на щиті своїми п'ятьма пелюстками натякає на п'ять попередніх округів, тоді як зелене поле символізує цю відносно лісисту та сільську частину Лондона. Існують різні інтерпретації жолудів, що оточують перстач, вони можуть стосуватися характерних кентських дубів, а також символізувати насіння нового району Лондона, але також можуть означати у цьому районі багато напівсільських забудов .
Герб має схрещені мечі для багатьох військових установ у межах Бромлі та гребінець, який також був присутній на гербі старого муніципального району Бромлі та походить від герба Рочестерської єпархії, власника садиби Бромлі часів правління короля Етельберта.
Щитотримачі — це срібний дракон, подібний до щитотримача дракона на гербі лондонського Сіті, оскільки Бромлі зараз є частиною Великого Лондона, і білий кінь із Кента (зображений сріблом, оскільки це геральдичний герб) з герб ради округу Кент, графства, в якому раніше був розташований район Лондона.